# Пичжи
Пагода Пичжи (кит. упр. 辟支塔, пиньинь Pìzhī Tǎ, палл. Пичжи Та, Пагода Пратьекабудды) — китайская пагода XI века, расположенная в храме Линъянь вблизи Цзинаня, провинция Шаньдун.
Хотя изначально пагода была построена в 753 году, во время правления императора Сюань-цзуна, современная пагода является реконструкцией времен империи Сун, проведенной с 1056 до 1063 годы, в течение последних лет правления императора Жэнь-цзуна. Высота девятиэтажной кирпично-каменной пагоды составляет 54 метра.

## Этимология
Китайское «пичжи» это перевод с санскрита слова пратьека. Пратьека это один из типов Будды, достигший просветления после смерти Будды Шакьямуни, не вступая при этом в буддийскую общину. Это возможно благодаря самоподготовке и самосовершенствованию без помощи буддийских учителей. Таким образом, построенная в XI веке пагода Пичжи была посвящена Пратъеке, что является редкостью среди пагод в Китае.

## Описание
Пагода, в основном, построена из кирпича, хотя внешний фасад состоит из резных каменных элементов. На четырех сторонах каменная платформа в основании пагоды высечены изображения со сценами буддийской загробной жизни и пытками в аду. С первого по третий этажи имеются балконы, поддерживаемые типичными китайскими кронштейнами, называемыми доугунами. С четвертого по девятый этаж у пагоды балконы отсутствуют. Железный шпиль, венчающий пагоду, состоит из перевернутой чаши, диска солнца, полумесяца и бусин. Железные цепи используются для крепления колокола наверху. Внутри большой столб и лестница ведут до пятого этажа, и только винтовая лестница снаружи пагоды позволяет подняться на самый верх, где находится колокольня. Такая схема часто встречается среди каменных пагод, и редко для кирпичных.

## Галерея

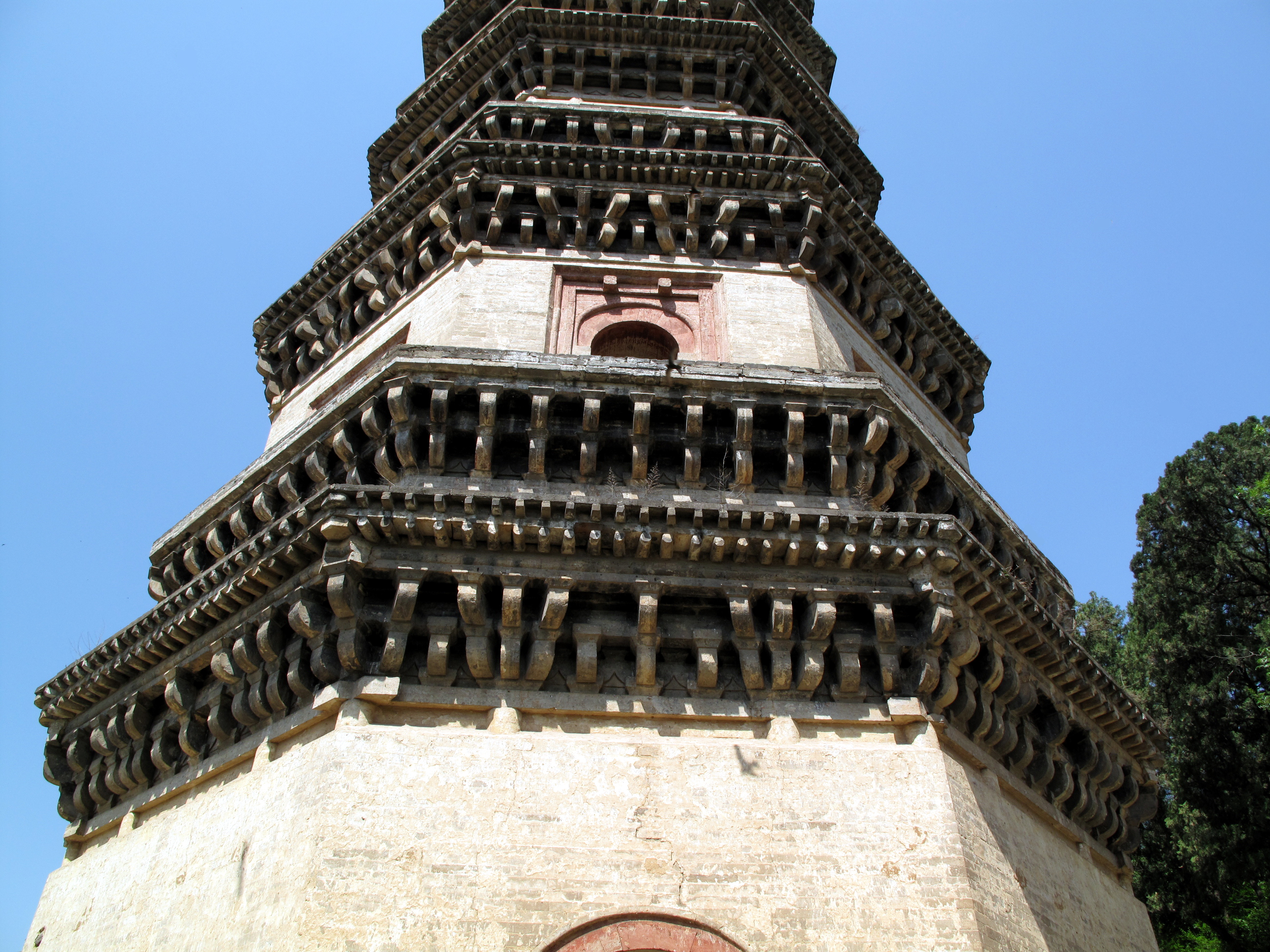
Карниз пагоды
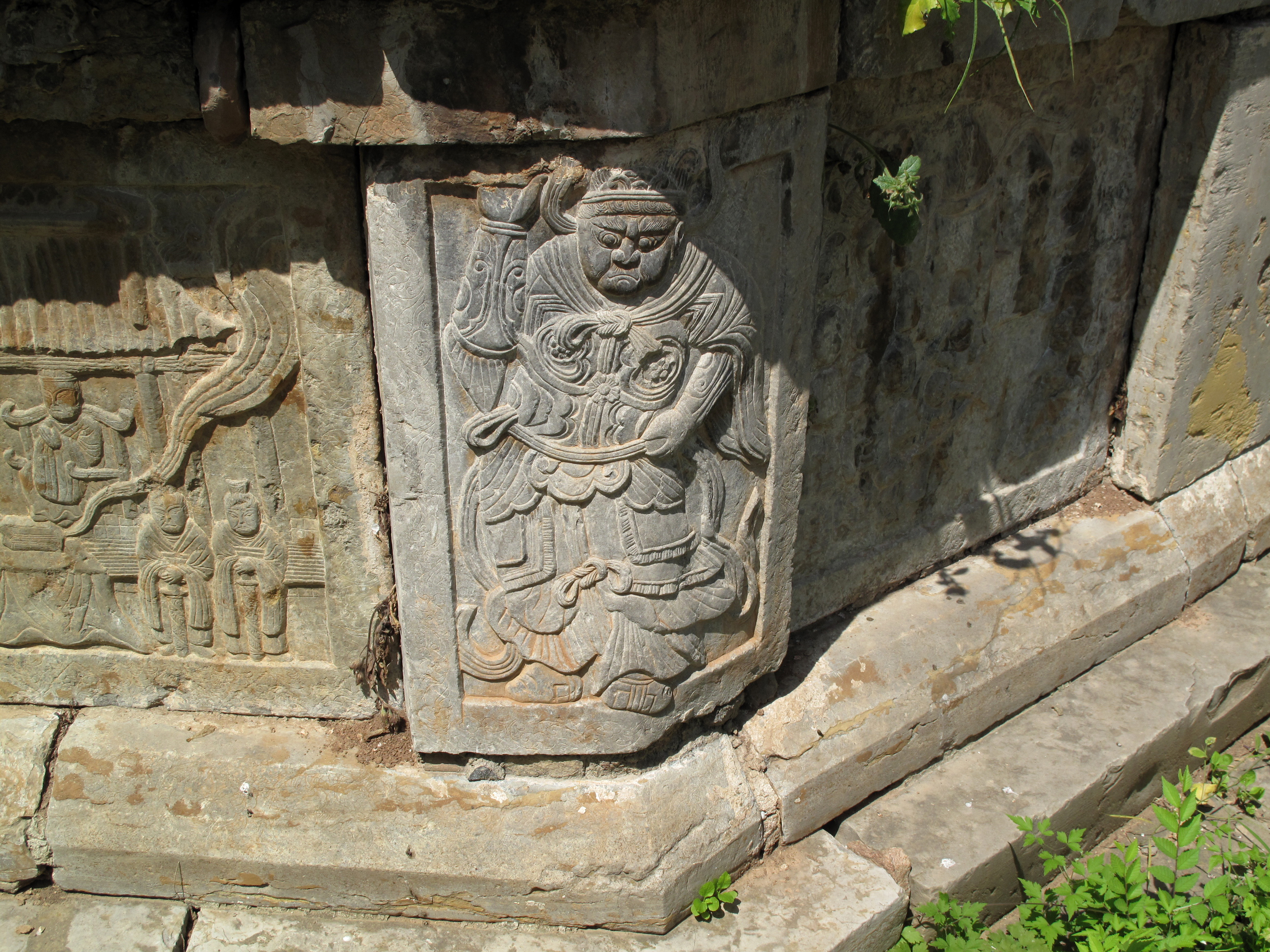
Барельефы...
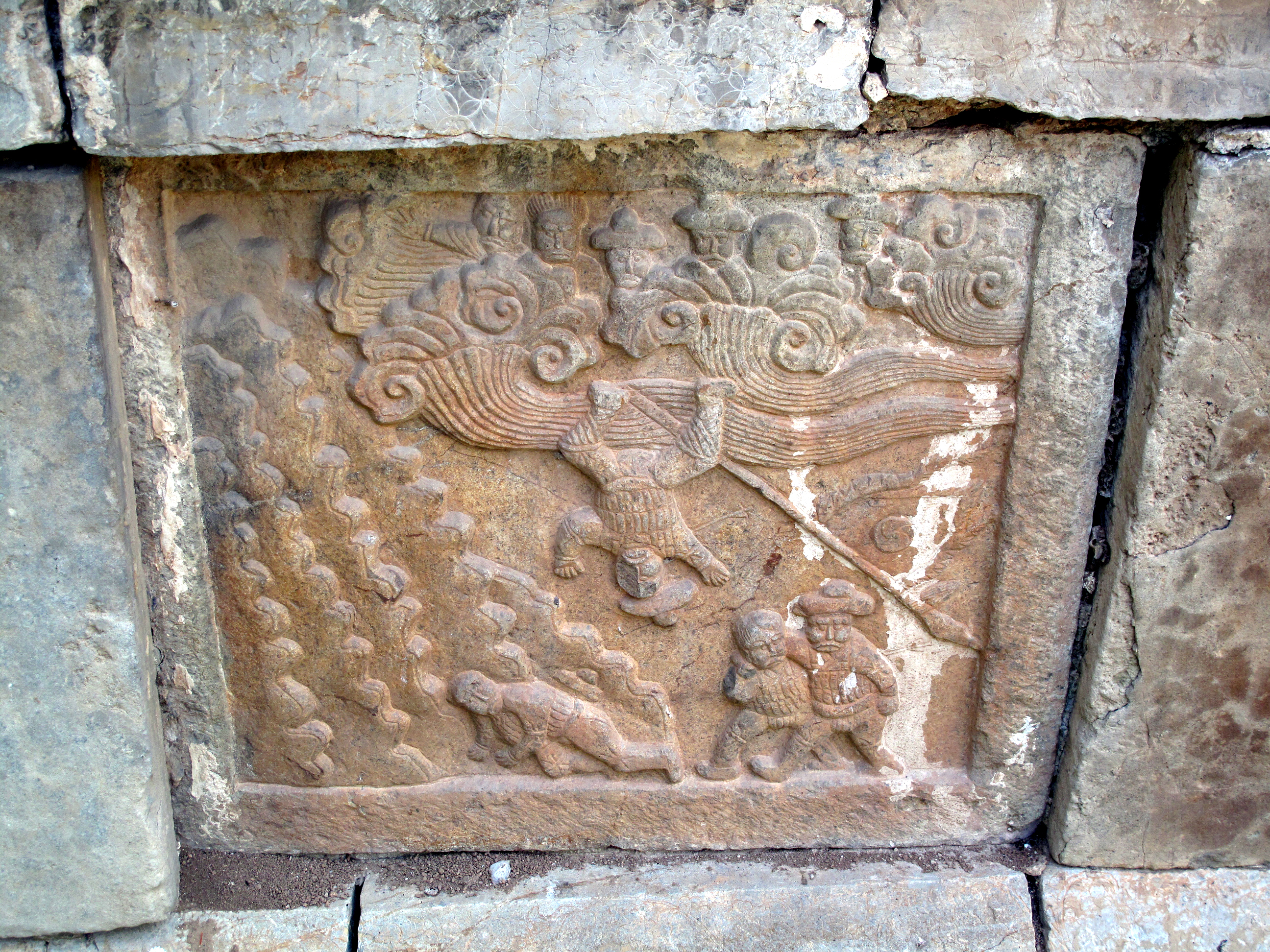
...в основании пагоды
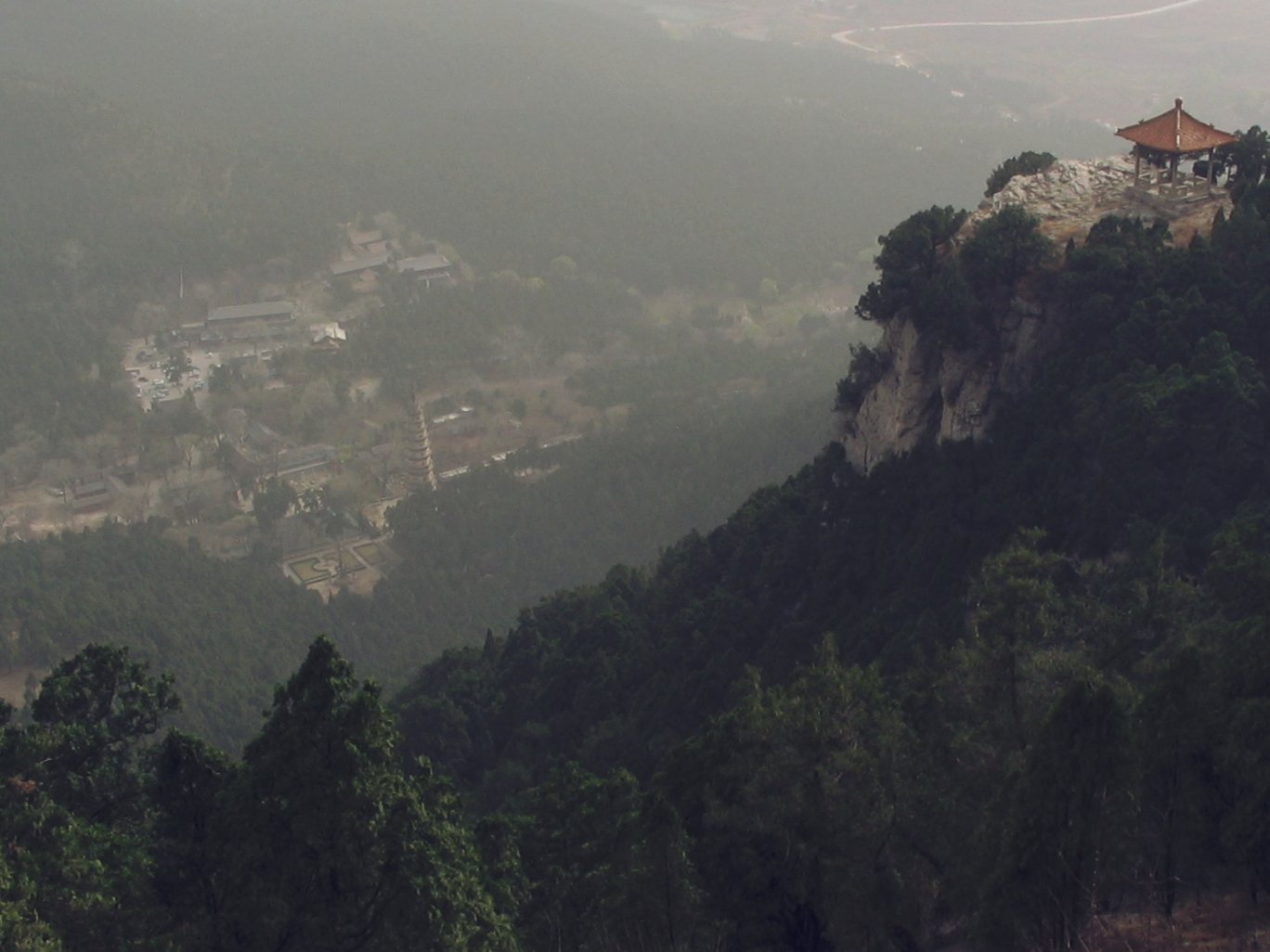
Вид на храм и пагоду с горы Тайшань